# Јужноафричка Република на Светском првенству у атлетици у дворани 2014.
Јужноафричка Република је учествовала на Светском првенству у атлетици у дворани 2014. одржаном у Сопоту од 7. до 9. марта дванаести пут. Репрезентацију Јужноафричке Републике представљало је шест такмичара (5 мушкарца и 1 жена), који су се такмичили у пет дисциплина.,
На овом првенству Јужноафричка Република није освојила ниједну медаљу. Остварена су три лична и један рекорд сезоне. У табели успешности (према броју и пласману такмичара који су учествовали у финалним такмичењима (првих 8 такмичара) Јужноафричка Република је са 3 учесника у финалу заузела 24. место са 9 бодова.
| Плас. | Земља                  | 1. место | 2. место | 3. место | 4. место | 5. место | 6. место | 7. место | 8. место | Бр. финал. | Бод. |
| ----- | ---------------------- | -------- | -------- | -------- | -------- | -------- | -------- | -------- | -------- | ---------- | ---- |
| 24.   | Јужноафричка Република | 0        | 0        | 0        | 4        | 0        | 0        | 2        | 0        | 3          | 9    |

## Учесници
| Мушкарци: - Андре Оливије — 800 м - Елрој Џелант — 3.000 м - Зарк Висер — Скок удаљ - Jaco Engelbrecht — Бацање кугле - Оразио Кремона — Бацање кугле | Жене: - Carina Horn — 60 м |  |

## Резултати

### Мушкарци
| Атлетичар        | Дисциплина   | Лични рекорд | Квалификације | Квалификације | Финале                | Финале       | Детаљи |
| Атлетичар        | Дисциплина   | Лични рекорд | Резултат      | Место         | Резултат              | Место        | Детаљи |
| ---------------- | ------------ | ------------ | ------------- | ------------- | --------------------- | ------------ | ------ |
| Елрој Џелант     | 3.000 м      | 7:39,55 НР   | 7:45,85 КВ    | 5. у гр. 1    | 7:57,31               | 7 / 19 (20)  |        |
| Андре Оливије    | 800 м        | 1:44,99      | 1:46,18 КВ    | 1. у гр. 2    | 1:47,31               | 4 / 17 (19)  |        |
| Зарк Висер       | Скок удаљ    |              | 7,93 ЛР       | 12            | Нису се квалификовали | 12 / 17      |        |
| Jaco Engelbrecht | Бацање кугле |              | 17,59 ЛР      | 19            | Нису се квалификовали | 19 / 19 (20) |        |
| Оразио Кремона   | Бацање кугле |              | 20,28 кв, ЛРС | 7             | 20,49 ЛР              | 7 / 19 (20)  |        |

### Жене
| Атлетичарка | Дисциплина | Лични рекорд | Квалификације | Квалификације | Полуфинале | Полуфинале | Финале                | Финале  | Детаљи |
| Атлетичарка | Дисциплина | Лични рекорд | Резултат      | Место         | Резултат   | Место      | Резултат              | Место   | Детаљи |
| ----------- | ---------- | ------------ | ------------- | ------------- | ---------- | ---------- | --------------------- | ------- | ------ |
| Carina Horn | 60 м       | 7,28         | 7,36 КВ       | 3. у гр. 3    | 7,34       | 7. у гр. 1 | Није се квалификовала | 20 / 43 |        |